# Veronika Majtanová
Veronika Majtanová (* 19. dubna 1931) byla česká a československá politička Komunistické strany Československa a poúnorová poslankyně Národního shromáždění ČSSR.

## Biografie
Ve volbách roku 1960 byla zvolena za KSČ do Národního shromáždění ČSSR za Severomoravský kraj. Mandát nabyla až dodatečně v červnu 1961 jako náhradnice poté, co rezignoval poslanec Stanislav Chalánek. V Národním shromáždění zasedala jen do roku 1962, kdy rezignovala a po doplňovacích volbách usedl místo ní do poslaneckých lavic za její volební obvod Krnov poslanec Oldřich Voleník.